# Indicativo
L'indicativo è il modo principale di molte lingue. La sua funzione è quella di indicare un evento o situazione non condizionata da incertezze, ed è in genere il modo basilare, non marcato, che si oppone agli altri, che sono in qualche modo marcati.
È anche chiamato «modo della realtà».

## Indicativo in italiano
L'indicativo italiano è uno dei più ricchi di forme temporali. Comunque, a differenza del latino, l'italiano non prevede una coniugazione a parte per attivo e passivo. Il suo sistema corrisponde a grandi linee a quello delle altre lingue romanze. Si tratta del modo non marcato che come tale:
- Si oppone al condizionale, dato che quest'ultimo indica un'azione o situazione subordinata a una determinata condizione.[2]
- L'indicativo si oppone inoltre al congiuntivo, dato che quest'ultimo indica soprattutto una sorta di incertezza, in genere in una proposizione subordinata retta da una congiunzione.
- Si oppone all'imperativo, il quale indica una sorta di esortazione,[3] mentre l'indicativo ha la funzione basilare di asserire.
- Tutte queste forme verbali si distinguono infine dal participio e dal gerundio, chiamati modi verbali, ma non legati alla categoria verbale della modalità intesa come visione di un evento sicuro, desiderato o altrimenti insicuro.

La definizione tradizionale dell'indicativo, basata su un evento considerato sicuro, ha il limite di non considerare alcuni dei suoi tempi (come il futuro e l'imperfetto) nella pienezza delle loro funzioni, che possono essere anche quelle di indicare un fatto come non reale:
- Ma sarà questo il prezzo giusto?
- Che sciocchezza mi usciva di bocca, meno male che non l'ho detta!

Nonostante tali fenomeni, da considerarsi di importanza minore per la grammatica tradizionale, l'indicativo si discosta chiaramente dai tre modi finiti, quindi dal congiuntivo, dall'imperativo e dal condizionale, le cui forme indicano sempre una sorta di modalità e sono quindi legate a una qualche insicurezza o condizionamento.

## Indicativo in francese
L'indicativo francese non presenta differenze sostanziali da quello di altre lingue romanze come l'italiano: i tempi verbali di questo modo sono gli stessi, in parte ereditati dal latino classico ed in parte sviluppatisi in un periodo successivo.
La maggiore differenza formale tra indicativo italiano e francese è la possibilità, nel secondo, di utilizzare gli ausiliari anche in tempi composti, per ottenere quindi, soprattutto nel parlato spontaneo, voci verbali composte a loro volta da tre forme verbali; per esempio, per formare il trapassato prossimo, è possibile rinunciare alla forma dell'imperfetto del verbo ausiliare per sostituirla con quella del passé composé:
- il a eu fini de déjeuner
- in italiano: aveva finito di mangiare e non ha avuto finito di mangiare.

Da una parte, anche in francese la forma ottenuta con l'imperfetto è quella più normale, dato che la lingua standard prevede la sola distinzione tra tempi semplici e composti. Comunque, a queste due categorie se ne aggiunge lo stesso una terza, quella dei tempi surcomposés, ossia dei tempi più che composti: il loro uso è riservato alle varietà letterarie più antiche e a quelle dialettali o colloquiali.

## Indicativo in tedesco
L'indicativo tedesco presenta una coniugazione semplificata rispetto a quella delle lingue romanze, dato che i tempi verbali sono di meno e che le desinenze finali sono paragonabili tra di loro nella maggior parte dei tempi verbali: -e, -st, -t, -en, -t, -en.
Similmente alle lingue romanze, prevede una suddivisione tra tempi semplici e composti. Al passato remoto ed all'imperfetto indicativo corrisponde un unico tempo verbale, il Präteritum, spesso chiamato anche Imperfekt. Sia come sia, le regole di uso dei tempi verbali del passato non coincidono con quelle delle lingue romanze, perché in genere non basate sull'aspetto verbale.
Vale anche in tedesco l'opposizione tra indicativo ed imperativo, fermo restando che il condizionale ed il congiuntivo tedesco (vale a dire la forma analitica con würde e la forma sintetica) non presentano differenze di significato.

## Indicativo in inglese
In linea di massima, le forme del passato e del presente non cambiano rispetto alla persona. Fa eccezione la terza persona singolare del presente, che ha per desinenza -s. Le forme del passato dell'indicativo Simple past fungono da base per la formazione del congiuntivo (subjunctive mood), il quale prende così in prestito gran parte delle sue forme dall'indicativo.
Similmente alle lingue romanze, l'inglese prevede una suddivisione tra tempi semplici e composti. Alle tre forme passato remoto, passato prossimo ed imperfetto indicativo corrispondono solo due tempi verbali, il Simple past, spesso chiamato anche Past Simple, ed il Present perfect. Le regole di uso dei tempi del passato non coincidono con quelle delle lingue romanze, perché non sono basate sull'aspetto verbale (eccezion fatta per la perifrasi progressiva).
Vale anche in inglese l'opposizione tra indicativo ed imperativo, oppure tra indicativo e condizionale o congiuntivo, con la differenza che quest'ultimo, ad un'analisi superficiale, viene spesso erroneamente percepito come inesistente.